# Busto di Gesù Cristo
Il busto di Gesù Cristo è una scultura in terracotta attribuita al Maestro degli angeli cantori, databile alla metà del XV secolo e conservata nel museo di Santa Giulia di Brescia, nel settore "L'età veneta".

## Storia
L'assenza di qualunque riferimento specifico e il soggetto generico non sono in grado di fornire dati precisi circa la provenienza e la collocazione originale dell'opera, che rimangono pertanto ignote.
La terracotta entra a far parte delle collezioni pubbliche durante l'Ottocento e trova sistemazione definitiva solo dopo l'apertura del museo di Santa Giulia nel 1998, esposta nel settore "L'età veneta".

## Descrizione
La terracotta raffigura Gesù in posizione frontale, vestito con una tunica ornata da fregi e motivi vegetali. Il busto non sembra essere troncato nella parte inferiore, anche se è privo delle mani, segno che già in origine si trattava solamente di un busto e faceva probabilmente parte di un qualche apparato decorativo.
Un frammento di aureola sporge sulla destra del capo, ulteriore accenno all'originale conformazione dell'opera.

## Stile
La naturalezza espressiva, molto spontanea, che caratterizza la figura di Gesù, assieme alla lavorazione della capigliatura e della veste, permettono di attribuire la terracotta al Maestro degli angeli cantori, ipotizzato maestro di probabile provenienza cremonese attivo a Brescia alla metà del Quattrocento con una bottega di stucchi e terrecotte.
Sulla terracotta sono rilevabili evidenti tracce di policromia, segno che, in origine, essa presentava un rivestimento cromatico.